# Minas de Matahambre
Minas de Matahambre är en ort i Kuba. Den ligger i provinsen Provincia de Pinar del Río, i den västra delen av landet, 170 km väster om huvudstaden Havanna. Minas de Matahambre ligger 128 meter över havet och antalet invånare är 34 419.
Terrängen runt Minas de Matahambre är platt åt nordväst, men åt sydost är den kuperad. Runt Minas de Matahambre är det ganska glesbefolkat, med 35 invånare per kvadratkilometer. Det finns inga andra samhällen i närheten. I omgivningarna runt Minas de Matahambre växer i huvudsak städsegrön lövskog.